# Hauʻula
Hauʻula ist ein Census-designated place an der Ostküste der Hawaii-Insel Oʻahu mit rund 3550 Einwohnern. Er liegt im Koʻolauloa District, einen Kilometer südlich von Lāʻie. Der hawaiische Ortsname bedeutet „roter Hibiskus-Baum“.

## Geschichte
In Hauʻula und Umgebung wurde von den Hawaiiern Taro angebaut. Die ab 1850 eingewanderten Chinesen pflanzten Reis an. Später wurden Zuckerrohr, Ananas, Kaffee und Bananen angebaut sowie Viehzucht betrieben. In den 1880er Jahren wurden ein Gerichtsgebäude und ein Gefängnis gebaut, 1900 folgten zwei Grundschulen. Bis 1906 wurde das meiste landwirtschaftliche Land, auf dem Taro und Reis angebaut worden war, zu Wohngebiet erklärt. 1908 baute die Koʻolau Railway Company eine Eisenbahnverbindung nach Kahuku, um die Agrarprodukte zu vermarkten. Sie wurde nach dem Bau des Kamehameha Highways Mitte der 1940er Jahre eingestellt. Der Hauʻula Beach Park wurde 1921 angelegt. In den 1930er Jahren und danach befanden sich in Hauʻula die Landsitze einiger „First Families“ von Honolulu. Besonders beliebt war der Sandstrand mit Badehäusern, „der nur von Waikīkī übertroffen wurde“. Auf dem ehemaligen Grundbesitz der Familien Castle und Cooke – einer der sogenannten „Big Five“ – wurde 1988–1991 der Kokololio Beach Park geschaffen.

## Demographie
Die Bevölkerung setzt sich zusammen aus: gemischtrassig 40,2 %, Hawaiier und andere Polynesier 29,3 %, Weiße 20,6 %, Asiaten 8,9 %. Das mittlere Jahreseinkommen beträgt bei Männern 54.233 US-Dollar und bei Frauen 40.484 US-Dollar. Seit dem Zensus 2010 hat sich die Einwohnerzahl um 14,44 % verringert. Der mittlere Preis eines Einfamilienhauses liegt im Ort bei 625.800 US-Dollar, ein Anwesen am Kokololio Beach kostet bis zu 6,8 Millionen US-Dollar (Stand 2020).

## Flora
Zu den Pflanzenarten vor Ort gehören: Hau, Farne, Palmengewächse, Lichtnussbaum, Eisenholz, Zimmertanne, Regenschirmbaum, Brasilianischer Pfefferbaum, Wasserapfel, Mango, Keulenlilien, Erdbeer-Guava (Psidium cattleianum), Hawaiische Rose (Osteomeles anthyllidifolia), Hala (Pandanus tectorius), Swamp Mahagony (Eucalyptus robusta) und verschiedene weitere Sträucher.

## Strände

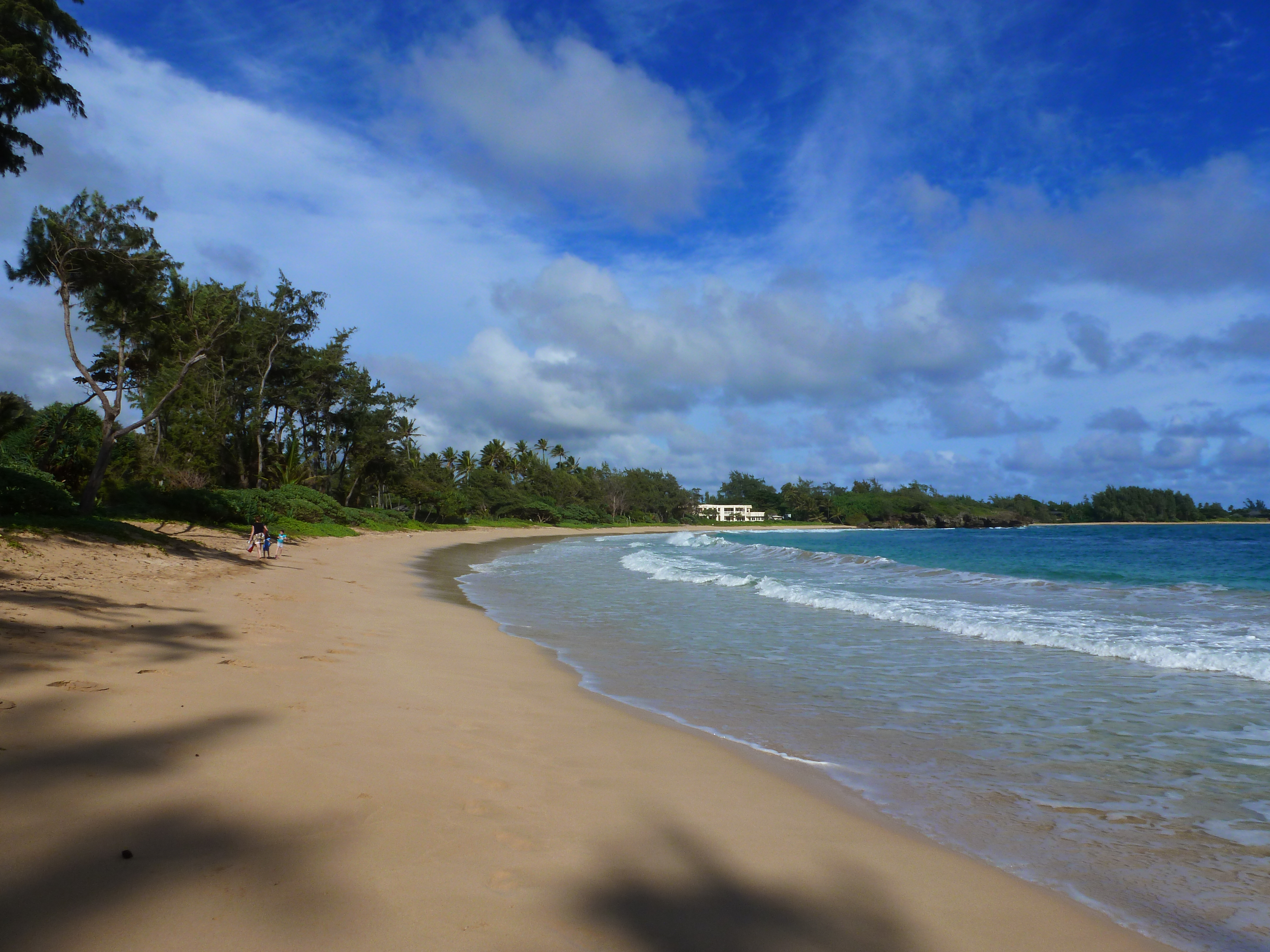
Kokololio Beach

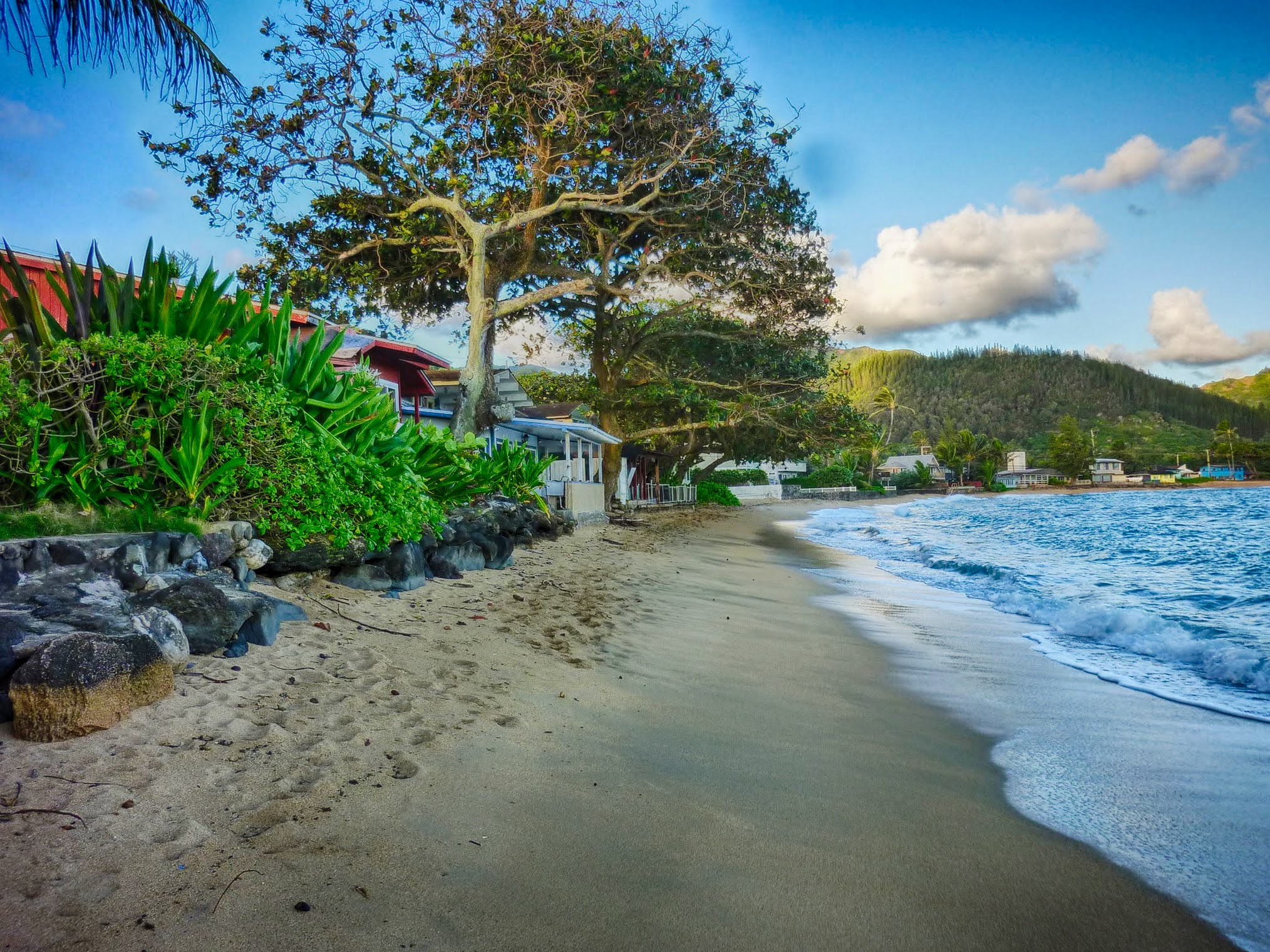
Strandhäuser am Hauʻula Beach

An der 3,3 km langen Küste des Ortes befinden sich mehrere Strände: Kokololio Beach, Kapalaoa Beach, Hauʻula Beach, Kapaka Beach und Makao Beach. Sie werden im Sommer zum Schwimmen, im Winter aufgrund der stärkeren Brandung jedoch vorwiegend zum Surfen und Bodyboarding genutzt. Ein Saumriff schützt die Küste vor der vollen Kraft der Nordost-Wellen. Die Strände unterliegen seit 1928 einer moderaten Erosion von durchschnittlich 9 cm/Jahr.
In Hauʻula ist eine staatliche Rettungsstelle mit Jet-Ski stationiert, die für die Wasserrettung von Schwimmern und Surfern an der Ostküste von der Nordspitze Oʻahus bis Kāneʻohe Bay zuständig ist.
Der in Hauʻula wehende Wind wird von den Hawaiiern Lanakila genannt.

## Infrastruktur
Der Ort verfügt über ein Einkaufszentrum, ein Gemeindezentrum, eine Feuerwehrstation, eine Grundschule, eine internationale Schule, eine Post, einige Restaurants und mehrere Kirchen verschiedener Glaubensrichtungen. Die Häuser sind nicht an die Kanalisation angeschlossen, sondern verfügen über Klärgruben.

## Bekannte Persönlichkeiten
- Jocelyn Alo (* 1998), College-Softballspielerin, 2022 neue Home-Run-Rekordhalterin in der NCAA Division I[17][18]
- Tamayo Perry (1975–2024), Schauspieler, Surfer und Rettungsschwimmer